# Elizabeth Rummel
Elizabeth „Lizzie“ Rummel (* 19. Februar 1897 in München; † 1980) war eine deutsch-kanadische Umweltschützerin.

## Leben
Elizabeth Rummel war die Tochter von Gustav Freiherr von Rummel, dem Schauspieler Gustl Waldau. 1911 erwarb ihre Familie eine Ranch in Alberta. Dort lebte Lizzie Rummel, als der Erste Weltkrieg ausbrach. Sie blieb dort auch nach dem Krieg, zumal sie ihr Familienvermögen in Deutschland verloren und sie einen Bezug zu der Bergwelt der Rocky Mountains aufgebaut hatte. Sie begann mehrere Lodges in den Bergen zu betreiben und bot den Gästen auch ein fundiertes Bergwissen. Elizabeth Rummel war Mitglied des Alpine Club of Canada. Ihr Nachlass befindet sich im Whyte Museum of the Canadian Rockies.

## Auszeichnungen
- 1979 wurde sie mit Kanadas höchster Auszeichnung für ein Lebenswerk, dem Order of Canada ausgezeichnet. Man würdigte ihre Verdienste zum Schutz der Umwelt und honorierte, dass sie ihr Wissen über die Rocky Mountains anderen vermittelte.[3]
- Rummel Lake, Rummel Creek, Rummel Pass und Elizabeth Lake erinnern an sie, ebenso die Elizabeth Rummel Schule in Canmore (Alberta).